# Aleksit
Aleksit ist ein selten vorkommendes Mineral aus der Mineralklasse der „Sulfide und Sulfosalze“ mit der chemischen Zusammensetzung PbBi2Te2S2 und damit chemisch gesehen ein Blei-Bismut-Tellur-Sulfid.
Aleksit kristallisiert im trigonalen Kristallsystem und findet sich meist in Form plattiger Körner bis etwa einem Millimeter Größe. Das Mineral ist in jeder Form undurchsichtig (opak) und zeigt auf den stahlgrauen Oberflächen einen metallischen Glanz. Unter dem Auflichtmikroskop erscheinen polierte Flächen sehr hellgrau mit einem grünlichen Stich. Die Strichfarbe von Aleksit wurde aufgrund der geringen Probengröße bisher nicht ermittelt.
Mit einer Mohshärte von 2 gehört Aleksit zu den weichen Mineralen, das sich bei entsprechender Größe ähnlich wie das Referenzmineral Gips (Härte 2) mit dem Fingernagel ritzen ließe.

## Etymologie und Geschichte
Entdeckt wurde Aleksit erstmals in der Gold-Mine Alekseevskoye im Stanowoigebirge (Region Sutamsky) in der zum russischen Föderationsgebiet Ferner Osten gehörenden Republik Sacha (Jakutien). Die Erstbeschreibung erfolgte 1978 durch A. G. Lipovetsky, Yu. S. Borodaev und E. N. Zav’yalov (russisch А. Г. Липовецкий, Ю. С. Бородаев, Е. Н. Завьялов), die das Mineral nach dessen Typlokalität benannten.
Das Typmaterial des Minerals wird an der Gosudarst Universität, der Staatlichen Universität Moskau und im Mineralogischen Museum der Russischen Akademie der Wissenschaften in Moskau (Russland) unter der Katalog-Nr. 79060 aufbewahrt.

## Klassifikation
Da der Aleksit erst 1977 als eigenständiges Mineral anerkannt und dies erst 1978 publiziert wurde, ist er in der seit 1977 veralteten 8. Auflage der Mineralsystematik nach Strunz noch nicht verzeichnet. Einzig im Lapis-Mineralienverzeichnis nach Stefan Weiß, das sich aus Rücksicht auf private Sammler und institutionelle Sammlungen noch nach dieser alten Form der Systematik von Karl Hugo Strunz richtet, erhielt das Mineral die System- und Mineral-Nr. II/D.12-20. In der „Lapis-Systematik“ entspricht dies der Klasse der „Sulfide und Sulfosalze“ und dort der Abteilung „Sulfide mit [dem Stoffmengenverhältnis] Metall : S,Se,Te < 1 : 1“, wo Aleksit zusammen mit Babkinit, Kochkarit, Poubait, Rucklidgeit, Saddlebackit eine eigenständige, aber unbenannte Gruppe/die „Gruppe“ bildet (Stand 2018).
Die seit 2001 gültige und von der International Mineralogical Association (IMA) bis 2009 aktualisierte 9. Auflage der Strunz’schen Mineralsystematik ordnet den Aleksit dagegen in die Abteilung der „Sulfarsenide, Sulfantimonide, Sulfbismutide“ ein. Diese ist weiter unterteilt nach der Kristallstruktur und der möglichen Anwesenheit zusätzlicher Schwefelatome, so dass das Mineral entsprechend seiner Zusammensetzung in der Unterabteilung „Poly-Sulfarsenide“ zu finden ist, wo es als einziges Mitglied die unbenannte Gruppe mit der System-Nr. 2.GC.40a bildet.
Auch die vorwiegend im englischen Sprachraum gebräuchliche Systematik der Minerale nach Dana ordnet den Aleksit in die Klasse der „Sulfide und Sulfosalze“ und dort in die Abteilung der „Sulfidminerale“ ein. Hier ist er zusammen mit Kochkarit und Hedleyit in der „Kochkaritgruppe“ mit der System-Nr. 02.06.03 innerhalb der Unterabteilung „Sulfide – einschließlich Seleniden und Telluriden – mit der Zusammensetzung AmBnXp, mit (m+n) : p = 4 : 3“ zu finden.

## Chemismus
Die idealisierte chemische Zusammensetzung von Aleksit (PbBi2Te2S2) besteht aus einem Teil Blei (Pb) sowie je zwei Teilen Bismut (Bi), Tellur (Te) und Schwefel (S), was einem Massenanteil (Gewichts-%) von 21,94 % Pb, 44,25 % Bi, 27,02 % Te und 6,79 % S entspricht.
Mikrosondenanalysen an zwei Proben natürlichen Aleksits aus der Typlokalität Alekseevskoye (Sacha, russische Föderation) ergaben die leicht abweichende chemische Zusammensetzung von 20,3 bzw. 20,5 % Pb, 46,0 bzw. 45,5 % Bi sowie beide Male 27,3 % Te und 6,3 % S. Silber, Antimon und/oder Selen konnten nicht nachgewiesen werden. Die Ergebnisse korrespondieren mit den empirischen Formeln Pb0,94Bi2,11Te2,06S1,89 bzw. Pb0,95Bi2,10Te2,06S1,89, was zur eingangs genannten Formel idealisiert wurde.

## Kristallstruktur
Aleksit kristallisiert trigonal in der Raumgruppe P3m1 (Raumgruppen-Nr. 164) mit den Gitterparametern a = 4,2423(25) Å und c = 79,73(5) Å sowie sechs Formeleinheiten pro Elementarzelle.

## Bildung und Fundorte
Aleksit bildet sich durch hydrothermale Vorgänge in sulfidhaltigen Quarz-Adern, wo er in Paragenese mit Galenit und Gold sowie mit Altait, Tetradymit, Rucklidgeit und anderen Telluriden auftritt.
Als seltene Mineralbildung konnte Aleksit nur an wenigen Orten nachgewiesen werden, wobei bisher weltweit knapp 30 Fundorte dokumentiert wurden. Außer an seiner Typlokalität, der Gold-Mine Alekseevskoye in der Republik Sacha fand sich das Mineral in der Russischen Föderation noch in der ebenfalls im Fernen Osten liegenden Polymetall-Gold-Lagerstätte der Berezitovy-Mine (auch Berezitovoe) im Urusha-Oldoi-Erz-Revier der Oblast Amur, der Gold-Lagerstätte Kochkar  bei Plast in der Oblast Tscheljabinsk (Südural), im Hopunvaara-Gebiet nahe Pitkjaranta (auch Pitkäranta) in der Republik Karelien und am Vulkan Panarechka in der Oblast Murmansk (Nordwestrussland).
Der bisher einzige bekannte Fundort in Österreich ist ein ehemaliges Gold- und Silber-Bergbaugebiet mit aufgelassenen Stollen und Halden bei Langenleiten in dem von der Goldberggruppe gebildeten Fraganttal in Kärnten.
Weitere bisher bekannte Fundorte in Europa sind unter anderem ein Aufschluss mit einer hydrothermal verändertem Tonalit-Intrusion am „Herzogenhügel“ (Hertogenwald) etwa 10 km südöstlich von Eupen in der belgischen Provinz Lüttich, die Trepča Stan Terg Mine im Trepča-Komplex (Bezirk Mitrovica) im Kosovo, die Bergbaubezirke Băița (Bihor), Jolotca (Harghita) und Săcărâmb (auch Sacarîmb, Sekeremb oder Nagyág, Kreis Hunedoara) in Rumänien, Limarinho bei Chaves im Distrikt Vila Real in Portugal, die polymetallische Skarnerzlagerstätte der Conchita-Mine bei Estepona in der spanischen Provinz Málaga und die Kupfer- und Golderz-Mine Clogau St. Davids bei Bontddu in Wales (siehe auch Goldbergbau in Wales) im Vereinigten Königreich.
Daneben fand sich Aleksit noch an einem oder mehreren Orten in Australien, Brasilien, Bulgarien, China, Japan, Kanada, Kasachstan und im US-Bundesstaat Nevada.